# 堺市立城山台小学校
堺市立城山台小学校（さかいしりつ しろやまだいしょうがっこう）は、大阪府堺市南区にある公立小学校。
泉北ニュータウン光明池地区の城山台を校区とする。

## 通学区域
- 堺市南区 城山台[1]

卒業生は堺市立美木多中学校に進学する。
一部の生徒は私立を受験し中高一貫校に通う。

## 交通
- 南海泉北線 光明池駅から徒歩20分
- 南海バス光明池駅停留所5番乗り場から310・310L系統「城山台回り」で城山台センター下車。

## 出身者
- 一二三慎太 - 元プロ野球選手。
- 米澤令衣 - プロサッカー選手。